# 河內樂天中心
河内樂天中心，位於越南河内，為越南第三高的摩天大樓。此大廈於2010年開始興建，並於2014年對外開放。該綜合體的投資者和運營商是韓國樂天集團投資。此大廈采用美国凯里森公司设计的现代建筑风格。河内乐天中心包括办公室、五星级酒店、地上6層為乐天百货公司、服务式公寓、依云水疗中心、乐天玛特、餐厅和观景台。